# Жоао Пауло
Жоао Пауло (роден като Жоао Пауло да Силва Араужо, на португалски: João Paulo da Silva Araújo, на бразилски португалски се произнася най-близко до Жуау Паулу да Силва Араужу), роден на 2 юни 1988 г. в Натал, Бразилия, е бразилски професионален футболист, играещ като полузащитник или нападател. От началото на 2017 г. е играч на Лудогорец Разград.

## Кариера
Започва кариерата си през 2007 г. в АБС. След това преминава през множество отбори.
На 20 февруари 2011 г. преминава в корейския отбор Куанджу. След това до 2014 г. продължава да играе в Южна Корея за Теджън Сити и Инчон Юнайтед.

### „Ботев" (Пловдив)
На 16 юни 2016 г. преминава в Ботев Пловдив. С екипа на канарчетата прави силен есенен полусезон, като в 19 официални мача отбелязва 12 гола.

### „Лудогорец"
На 6 януари 2017 г. е официално представен като футболист на „Лудогорец" . Отбелязва първия си гол в неофициален мач при дебюта си за „Лудогорец" в контролата „Лудогорец"- „Арсенал" (Тула) 1-1 . Дебютира за „Лудогорец" в ППЛ на 20 февруари 2017 г. в срещата „Славия" (София)-„Лудогорец" 0-2 . Отбелязва първия си гол в официален мач в ППЛ на 26 февруари 2017 г. в срещата „Лудогорец"-„Верея" (Стара Загора) 4-0 . Дебютира на 13 март 2017 г. с гол във 2ПЛ в срещата „Лудогорец II"-ФК „Царско село" (София) 2-1 . Отбелязва първия си хеттрик за Лудогорец в полуфинален мач реванш от турнира за купата на България на 27 април 2017 г. в срещата Литекс-Лудогорец 0-7 .

## Успехи

### „Лудогорец"
- Шампион на България: 2016-17
- Суперкупа на България: 2018